# Pierwszy rząd Ernsta Koerbera
Rząd Ernsta von Koerbera – rząd austriacki, rządzący Cesarstwem Austriackim od 19 stycznia 1900 do 21 grudnia 1904.

## Skład rządu
- premier – Ernest von Koerber
- rolnictwo – Karl Giovanelli, Ferdinand de Longueval
- handel – Guido Rosenburg
- wyznania i oświata – Wilhelm Hartel
- finanse – Eugen von Böhm-Bawerk, Mansuet Kosel
- sprawy wewnętrzne – Ernest von Koerber
- sprawiedliwość – Alois Booden, Ernest von Koerber
- koleje – Heinrich Wittek
- obrona krajowa – Zeno Welserheimb
- minister bez teki – Antonín Randa
- minister bez teki – Antonín Rezek
- minister bez teki (do spraw Galicji) – Leonard Piętak